# Золотая Долина (аэродром)
«Золотая Долина» (старое название — Унаши) — недействующий военный аэродром в Приморском крае в 20 км к северо-востоку от Находки.

## Данные аэродрома
- ВПП 04/22  2506 х 38
- Порог 1: N42 57,037 E133 6,504
- Порог 2: N42 58,244 E133 7,339
- Курс магнитный: 037/217
- Курс истинный: 026,8/206,8
- Покрытие: Твёрдое (бетон, плиты ПАГ)
- Освещение: Нет
- Позывной - Старт 124.0 МГц «Гордый»
- Регламент работы - заброшен.

## История
Полевой аэродром построен перед Второй мировой войной. В 1938 году на аэродроме базируется 39-й ИАП ТОФ, только что сформированный из состава 108-й истребительной авиационной эскадрильи (приказ командующего ТОФ №0047 от 20.06.1938 года). Полк  вошёл в состав 7-й истребительной авиабригады ВВС ТОФ.
В 1942 году на базе 39-го ИАП сформирован 19-й ИАП, с базированием на этом же аэродроме до 1944 года (по другой информации полк базировался на аэродромах Северная Сергеевка и Фроловка).
29 апреля 1942 года  в состав ВВС ТОФ передан 14-й дальнебомбардировочный полк 1-й ОКА ВВС ДВФ, с временной дислокацией на аэродромах Николаевка и Унаши. Постоянным местом дислокации полка был выбран аэродром Южная Сергеевка, 1-я АЭ полка базировалась на аэр. Унаши, возможно, до конца войны (точной информации нет). В состав этой эскадрильи был включён американский бомбардировщик В-25, совершивший вынужденную посадку на аэродром Унаши.
26 ноября 1944 года на аэродром Унаши временно (на зиму) передислоцирована 47-я отдельная морская ближнеразведывательная эскадрилья на самолётах МБР-2. Эскадрилья оставалась до 30 января 1945 года и затем перелетела на постоянное место базирования - гидроаэродром в б. Врангеля.
30 декабря 1944 года на аэродроме Унаши началось формирование 55-го отдельного пикировочного полка по штату №030/157. Полк временно включается в состав 10-й авиационной дивизии пикирующих бомбардировщиков ВВС ТОФ с временным базированием на аэр. Унаши (постоянным местом базирования полка был определён аэродром Май-Гатка). С окончанием боевых действий в Корее 17 августа 1945 года полк выводится из состава дивизии и временно перелетает на аэродром Май-Гатка, откуда планируется вести боевые действия по территории Южного Сахалина. Так как аэродром Май-Гатка раскис от дождей, полк перелетает на более оборудованный соседний аэродром Постовая, откуда выполняет боевые вылеты по 22 августа включительно. Во время войны с Японией полк выполнил 181 боевой вылет без потерь и лётных происшествий. В дальнейшем этот полк будет работать в северной акватории Тихого океана вплоть до 21-го века и станет основой 7061-й гвардейской Авиационной базы ВВС ТОФ (сейчас уже расформированной).
24 августа 1945 года на аэр. Унаши передислоцирован 2-й учебный авиационный полк ВВС ТОФ (приказ командующего ТОф №0407). Полк был сформирован на аэр. Джанкой ВВС ЧФ, в марте перелетал на ТОФ на аэр. Майхэ, затем полк убыл на аэр Унаши, где был расформирован 31 декабря 1945 года. Люди и техника пошли на формирование 64-го ДБАП (см. ниже).
19 января 1946 года на аэр. Унаши сформирован 64-й дальнебомбардировочный полк, из состава 35-й ОДБАЭ, 2-го УАП Тихоокеанского флота и эскадрильи Пе-2, переданной из состава Черноморского флота. Первоначально полк состоял из управления и трёх эскадрилий.
С 13 августа 1946 года до расформирования 07.10.1947 года в гарнизоне Унаши дислоцировалось управление 17-й смешанной авиационной дивизии ТОФ. Данное воинское формирование предназначалось для расширения зоны ответственности ВВС ТОФ на районы Камчатки и Курильских островов, для чего планировалось реконструировать японские аэродромы на о. Шумшу (аэр. Катаока) и о. Парамушир (аэр. Касивабара). Проект не получил развития и самая молодая авиационная дивизия ТОФ в  1947 году, одновременно с расформированием ВВС флотилий была расформирована, полки дивизии стали самостоятельными подразделениями.
15 декабря 1947 года 39-й ОИАП на аэродроме Унаши расформирован. Одновременно 64-й ДБАП переименовывается  в 570-й МТАП и пополняется четвёртой авиационной эскадрильей из расформированного 33-го АППБ с аэродрома Николаевка.
7 сентября 1948 года, на основании циркуляра НГШ ВМС №0361, 19-й гв. ИАП (переименованный в 88-й гв. ИАП) перебазирован с аэродрома Николаевка на аэродром Унаши, однако уже с 1 июля 1949 года полк перелетел обратно на АС Николаевка. Осенью 1948 года 570-й минно-торпедный полк перебазирован с аэродрома Унаши на аэродром Май-Гатка.
29 июля 1950 года на аэр. Унаши временно дислоцировалась 131-я отдельная буксировочная авиационная эскадрилья, войдя в состав 16-й смешанной авиационной дивизии 7-го ВМФ, а уже 20 июня следующего года эскадрилья передана в состав 3-й МТАД ВВС 5-го ВМФ и перелетела на аэродром Западные Кневичи (за 16 лет своей истории эскадрилья побывала на почти всех аэродромах Приморья).
18.06.1951 года с Кореи выводится 781-й ИАП и размещается на аэродроме Унаши.
18 июня 1951 года управление 165-й ИАД передислоцировано с аэродрома Западные Кневичи на аэродром Унаши.
01.04.1958 года управление 165-й ИАД ПВО и 781-й ИАП ПВО на аэр. Унаши расформированы.
С 18 июня 1951 года на аэр. Унаши передислоцируется с аэр. Западные Кневичи 47-й ИАП ВВС 5-го ВМФ (циркуляр НШ 5-го ВМФ №00107 от 14.08.1951 года). Этот аэродром становится постоянным местом базирования полка вплоть до его расформирования.  1 февраля 1957 года полк вместе с аэродромом из структуры ВМФ передаётся в Отдельную дальневосточную армию ПВО. С 1967 по 1969 год полк временно дислоцируется на аэродроме Чугуевка (Соколовка), на аэродроме Унаши строится бетонная ВПП.
47-й ИАП ПВО был лидерным полком по эксплуатации самолётов типа Су-15 и АСУ "Вектор-2М", проводились исследования возможностей перехвата целей типа В-52 и SR-71.
1 мая 1998 года 47-й ИАП 11-й отдельной армии ПВО на аэродроме Унаши был расформирован.
- также аэродром использовался как оперативный для 10-й авиационной дивизии пикирующих бомбардировщиков ВВС ТОФ (5-го ВМФ).
- в 1991—2006 гг. входил в проект свободной экономической зоны «Аэропорт Находка».

## Проект «Аэропорт Находка»
Идея создания находкинского аэропорта родилась вместе с появлением свободной экономической зоны «Находка» в 1991 году. Предполагалось, что аэропорт будет обслуживать прежде всего срочные грузы экспортно-импортного назначения, идущие через Восточный порт, а также пассажирские рейсы регионального значения (между Находкой и городами Дальнего Востока).
Местом для строительства аэропорта летом 1991 года был определён аэродром «Николаевка», расположенный в 40 км к северу от Находки. Реконструкция имеющегося аэродрома (включая возведение аэровокзала) была оценена в $ 100 млн. Однако позже от аэродрома Николаевка отказались.
8 сентября 1994 года вышло постановление Правительства РФ № 1033, которое закрепило за военным аэродромом «Золотая Долина», расположенным в 20 км от Находки, статус аэродрома совместного базирования. Администрациям края, города и Партизанского района предписывалось обеспечить строительство и ввод в эксплуатацию грузового и пассажирского терминалов в аэропорту «Золотая Долина».
Первоначально проектирование аэропорта было поручено инженерам Санкт-Петербурга и Хабаровска, однако позже решено было обратиться к американским разработчикам. В российском консульстве Сан-Франциско председателем административного комитета СЭЗ «Находка» Сергеем Дудником и оператором аэропорта Лос-Анджелеса было подписано соглашение о разработке американской стороной проекта и технико-экономического обоснования по реконструкции военного аэродрома «Золотая Долина» в пассажирский и грузовой аэропорт в соответствии с международными стандартами. Сумма сделки составила $ 120 000. По оценкам американских специалистов, первый этап реконструкции требовал $ 17,5 млн, второй этап — $ 150 млн.
Для реализации плана было создано акционерное общество «Золотая Долина», учредителям которого выступили административный комитет СЭЗ «Находка», ОАО «Восточный порт», комитеты по управлению имуществом Находки и Партизанского района. Через административный комитет СЭЗ «Находка» акционерному обществу «Золотая Долина» с декабря 1994 года предоставлялся кредит в размере 9,5 млрд рублей (по ценам на 1 января 1997 года). Были проведены некоторые работы по ремонту взлетно-посадочной полосы, нанесение свежей краски на места стоянки самолётов, произведено заземление. В виду отсутствия аэровокзала оформление пассажиров планировалось осуществлять на морском вокзале.
27 марта 1997 года на аэродроме «Золотая Долина» приземлился первый грузовой самолёт Ан-12, совершавший технический рейс.
В мае 1998 года решением Министерства обороны России авиационный полк войск противовоздушной обороны аэродрома «Золотая Долина» был расформирован, связь и аэронавигационное оборудование аэродрома — выведены из рабочего режима. Таким образом, планируемый гражданский аэропорт оставался без технического обеспечения.
25 июня 1998 года на аэродроме приземлился первый пассажирский самолёт Ан-38 хабаровской авиакомпании «Восток». Несмотря на то, что в 1997 году аэродром был признан годным для приёма гражданских судов, по причине отсутствия государственного финансирования в достаточном объёме реконструкция аэродрома так и не была проведена.
В 1998—2002 годах руководитель ОАО «Золотая Долина» Владимир Мордовин привлекался к уголовной ответственности по статье 160 Уголовного кодекса РФ — присвоение свыше 250 тыс. рублей от суммы кредита на реконструкцию аэродрома. В 2000 году находкинский городской суд приговорил Мордовина к 5,5 годам лишения свободы, однако по решению краевого суда приговор был отменён, после чего Владимир Мордовин переехал на постоянное жительство в Москву.
Создание аэропорта формально входило в программу развития СЭЗ «Находка» до ликвидации свободной экономической зоны в 2006 году.
В 1990-е гг. на аэродроме размещалось 8 вертолётов находкинской компании «Роса», созданной для реализации программы по развитию малой авиации СЭЗ «Находка».

## Авиационные происшествия на аэродроме Унаши (Золотая Долина)
21 мая 1941 года, по неустановленной причине потерял сознание лётчик л-т Плахов Алексей Максимович, 39-й ИАП. Неуправляемый самолёт И-16 упал в воду б. Козьмино залива Америка.
22 июля 1941 в воздухе столкнулись два самолёта И-15бис, принадлежащих 39-му ИАП. Авария произошла при отработке элементов группового воздушного боя в 10 км северо-западнее Северной Сергеевки. Лётчики спаслись на парашютах, самолёты разбиты.
17 августа 1941 года, катастрофа И-16 39-го ИАП. При выполнении манёвра сорвался в штопор и упал самолёт под управлением лётчика 4-й АЭ полка лейтенанта Карпова Е. Г. Самолёт упал в пяти км от аэродрома Унаши, полностью разрушился, лётчик погиб.
3 ноября 1941 года, при выполнении ночного перелёта составом звена 5-й АЭ 39-го ИАП по маршруту: Сергеевка-Петровка-Унаши-Сергеевка, из-за потери ориентировки произвели вынужденную посадку в поле лётчики Животовский В. А. и Гриб М. Ф.
31 января 1942 года, в результате самовольных действий лётчика л-та Манжосова Ивана Васильевича упал в воду в 600 метрах от берега самолёт 39-го ИАП. Будучи ведущим при выполнении маршрутного полёта, лётчик перевёл самолёт в бреющий полёт и не справившись, столкнулся с водной поверхностью и погиб.
20 мая 1942 года, при выполнении полёта на воздушную стрельбу по конусу, разбился лётчик 2-й АЭ 39-го ИАП сержант Алексеев Л. С. Лётчик допустил опасное сближение с конусом, винтом перерубил фал, конус ударил в правую плоскость. И-16 вошёл в штопор и упал в 5 км от аэродрома Унаши, лётчик погиб.
29 ноября 1943 года катастрофа в 39-м полку, погиб л-т Карелин В. Е.
4 июня 1945 года, 39-й ИАП, вследствие ошибки лётчика л-та В. В. Варяника, выполнена посадка самолёта ЛаГГ-3 с убранным шасси.
28 января 1955 года произошла авиационная катастрофа самолёта МиГ-17 47-го ИАП. Летчик л-т Егоров Егор Семёнович погиб.
1984 год (дата и информация требует уточнения). Катастрофа Су-15ТМ 47-го ИАП. При сбросе подвесного бака не сработал один замок. Бак начало болтать, он пробил плоскость, началась потеря топлива. Лётчик дотянул до береговой черты и катапультировался, но сильным ветром парашют утащило в море, поиски лётчика результата не дали. Самолёт упал в сопках и полностью разрушен.

## Интересный факт
18 апреля 1942 на аэродроме Унаши приземлился единственный уцелевший бомбардировщик B-25В (№40-2242) капитана Эдварда Йорка из отряда подполковника Джеймса Дулиттла (см. рейд Дулиттла), выполнявший налёт на Японию. Остальные 15 машин потеряны из-за невозможности вернуться на авианосец и жестких посадок на территории Китая. В соответствии с международными договорённостями приземлившийся экипаж официально был интернирован, а втайне органами НКВД был организован секретный план возвращения летчиков домой через территорию Ирана, и через 9 месяцев нахождения в СССР военнослужащие благополучно вернулись в США. Впоследствии подобная практика применялась ко всем американским экипажам, попадавшим на территорию Советского Союза, и были значительно сокращены сроки вынужденного нахождения летчиков на территории СССР.
Самолёт поступил в 39-й ИАП ВВС ТОФ, затем его передали в 52-й МТАП, а в 1944 году он числился в 14-й ОАО управления ВВС ТОФ. Машина эксплуатировалась в качестве транспортного самолёта. Последний рейс был совершен в 1949 году, после чего самолет ввиду полного износа ресурса был разобран на металл.